# 16 BIT
16 BIT war ein von 1986 bis 1989 existierendes deutsches Danceprojekt von Michael Münzing und Luca Anzilotti.

## Biografie
Für die erste Single Where Are You? übernahm Sven Väth, mit dem das Produzentenduo bereits für das Projekt OFF zusammengearbeitet hatte, den Vocalpart. Das Lied stieg im November 1986 in die deutschen Charts und erreichte Platz 11. Im Frühjahr 1987 gelang mit Changing Minds ein zweiter Charterfolg in Deutschland. Die Single, auf der eine Computerstimme zu hören ist, kletterte auf Platz 19.
Ebenfalls 1987 erschien (Ina) Gadda-Da-Vida, eine Coverversion des Iron-Butterfly-Hits von 1968. Der von Eddie Hind, Mitglied des Duos Picnic at the Whitehouse, gesungene Track verfehlte die Charts ebenso, wie die Folgesingles Too Fast to Live (1988) und Hi-Score (1989). Auf Too Fast to Live war erstmals nach Where Are You? wieder die Stimme Sven Väths, der auch Autor des Tracks ist, zu hören.
Unter dem Titel Où-es-tu? erschien 1998 eine Version von Where Are You? mit Operngesang.

## Diskografie

### Album
- 04/1987: Inaxycvgtgb

### Singles
- 09/1986: Where Are You?
- 03/1987: Changing Minds
- 06/1987: (Ina) Gadda-Da-Vida (feat. Edwin Hind)
- 10/1988: Too Fast to Live
- 02/1989: Hi-Score
- 08/1998: Où-es-tu?